# Porta Maggiore
Pour l’article homonyme, voir Porta Maggiore (Bologne).
La porta Maggiore, en français porte Majeure, est une porte de Rome en Italie construite en 52 sous l'empereur Claude, qui supporte l'aqueduc de l'Aqua Claudia à la traversée des via Praenestina et Labicana. Elle était alors nommée porta Praenestina-Labicana. Elle fut intégrée au mur d'Aurélien construit à partir de 271.

## Histoire
Les deux bandes supérieures correspondent aux canaux des aqueducs de l'Anio Novus et de l'Aqua Claudia, commencés en 38 sous Caligula, achevés en 52 sous Claude. Ce passage monumental fut intégré au mur d'Aurélien, dont il devint une porte à part entière.
Selon l'humaniste Nicolas Audebert (1574), "ceste porte est non seulement la plus belle de Rome, mais aussy la plus superbe et magnifiquement bastye qui se voye ailleurs".
Le pape Grégoire XVI la fit restaurer en 1838 : lors de la démolition du rideau de pierre la protégeant des attaques extérieures est apparu le tombeau républicain du boulanger Eurysacès et de sa femme Atistia.

## Description
Les deux grands arcs de travertin sont encadrés de colonnes corinthiennes du style rustique « inachevé » à la mode du temps de Claude. L'attique à trois registres contient les canaux des deux aqueducs superposés, bien visibles en coupe (Aqua Claudia en bas, Anio Novus en haut) et porte, de haut en bas, des inscriptions répétées sur les deux faces de Claude (52), Vespasien (71), Titus (81-82) et, sur le côté, une inscription d'Honorius (403) provenant de la Porta Labicana, démolie en 1838. 

## Inscriptions

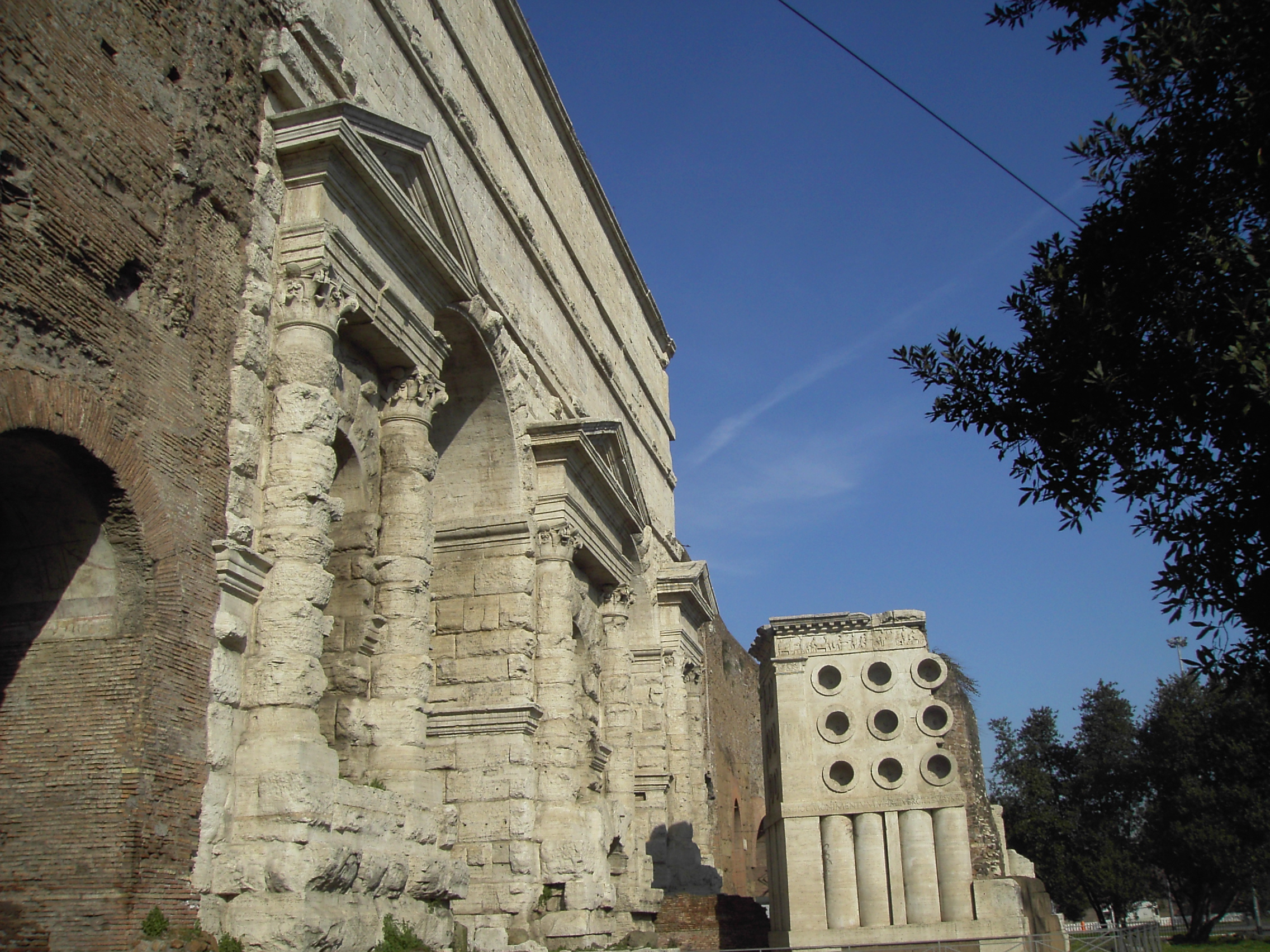
La porte Majeure (côté extérieur) et le tombeau du boulanger Eurysacès

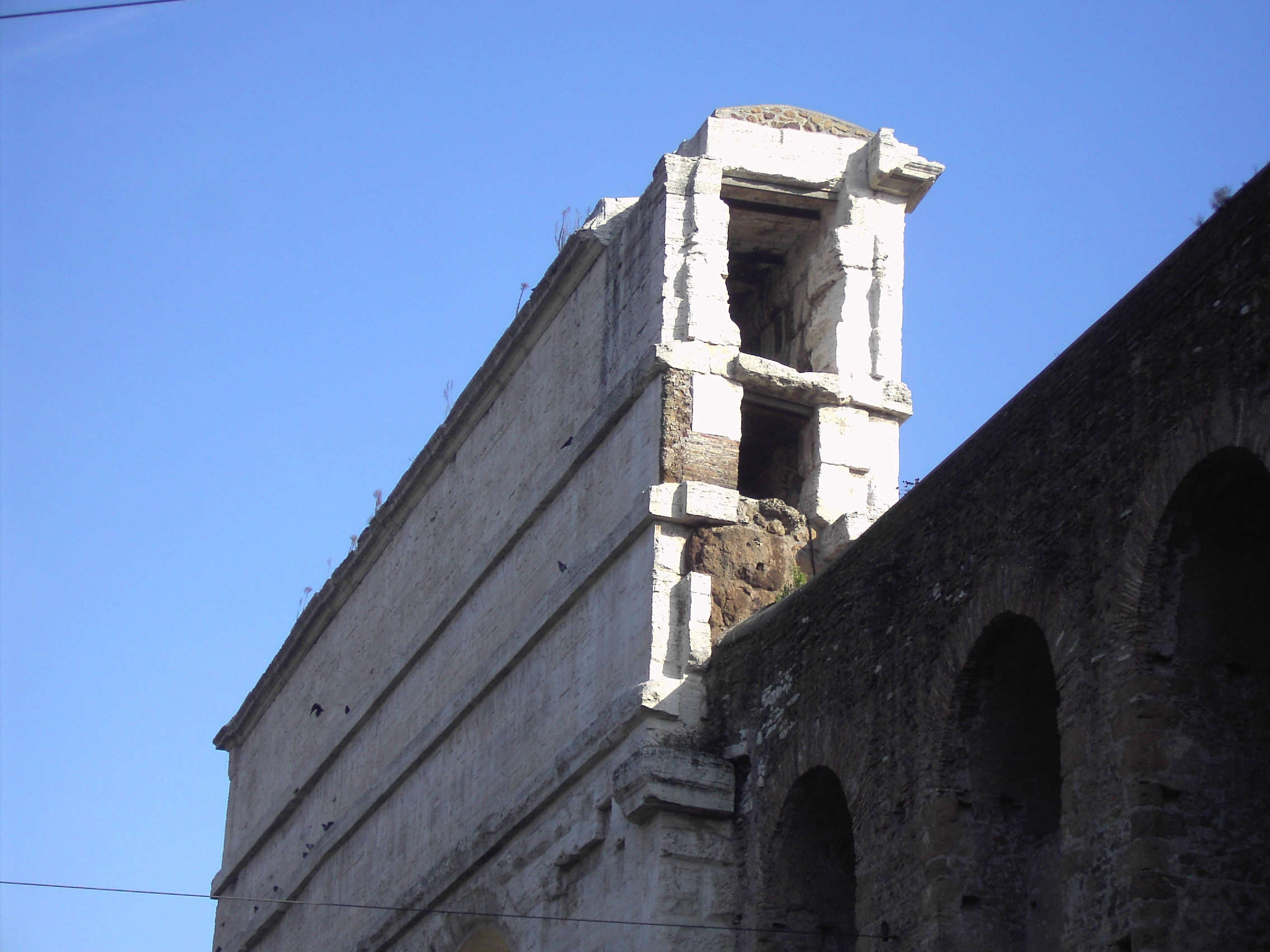
Les deux aqueducs superposés : Aqua Claudia en bas, Anio Novus en haut

Inscription de Claude (52), achèvement des deux aqueducs
TI. CLAVDIVS DRVSI F. CAISAR AVGVSTVS
GERMANICVS PONTIF. MAXIM.
TRIBVNICIA POTESTATE XII COS. V IMPERATOR
XXVII PATER PATRIAE
AQVAM CLAVDIAM EX FONTIBVS QVI
VOCABANTVR CAERVLEVS ET CVRTIVS
A MILLIARIO XXXXV
ITEM ANIENEM NOVAM A MILLIARIO LXII SVA
IMPENSA IN VRBEM PERDVCENDAS CVRAVIT
Inscription de Vespasien (71), restauration de 71
IMP. T. CAESAR VESPASIANVS AVGVST. PONTIF. MAX.
TRIB. POT. II IMP. VI COS. III DESIG. III P. P.
AQVAS CVRTIAM ET CAERVLEAM PERDVCTAS
A. DIVO CLAVDIO ET POSTEA INTERMISSAS
DILAPSASQVE PER ANNOS NOVEM SVA
IMPENSA VRBI RESTITVIT
Inscription de Titus (82), restauration de 81
IMP. T. CAESAR DIVI F. VESPASIANVS AVGVSTVS
PONTIFEX MAXIMVS TRIBVNIC.
POTESTATE X IMPERATOR XVII PATER PATRIAE
CENSOR COS. VIII
AQVAS CVRTIAM ET CAERVLEAM PERDVCTAS
A. DIVO CLAVDIO ET POSTEA
A, DIVO VESPASIANO PATRE SVO
VRBI RESTITVTAS
CVM A. CAPITE QVARVM A. SOLO
VETVSTATE DILAPSAE ESSENT
NOVA FORMA REDVCENDAS SVA
IMPENSA CVRAVIT
Inscription d'Honorius (402), provenant de la Porta Labicana
S. P. Q. R.
IMPP. CAESS. DD. NN. INVICTISSIMIS PRINCIPIBVS
ARCADIO ET HONORIO VICTORIBVS AC TRIVMPHATORIBVS
SEMPER AVGG. OB INSTAVRATOS VRBI AETERNAE MVROS
PORTAS AC TVRRES EGESTIS IMMENSIS RVDERIBVS EX
SVGGESTIONE V[iri] C[larissimi] ET INLUSTRIS MILITIS
ET MAGISTRI VTRIVSQ[ue] MILITIAE FL[avii] STILICONIS
AD PERPETVITATEM NOMINIS EORVM SIMVLACRA CONSTITVIT
CVRANTE FL[avio] MACROBIO LONGINIANO V[iro] C[larissimo]
PRAEF[ecto] VRBIS D[evoto] N[umini] M[aiestati]Q[ue] EORVM

## Images

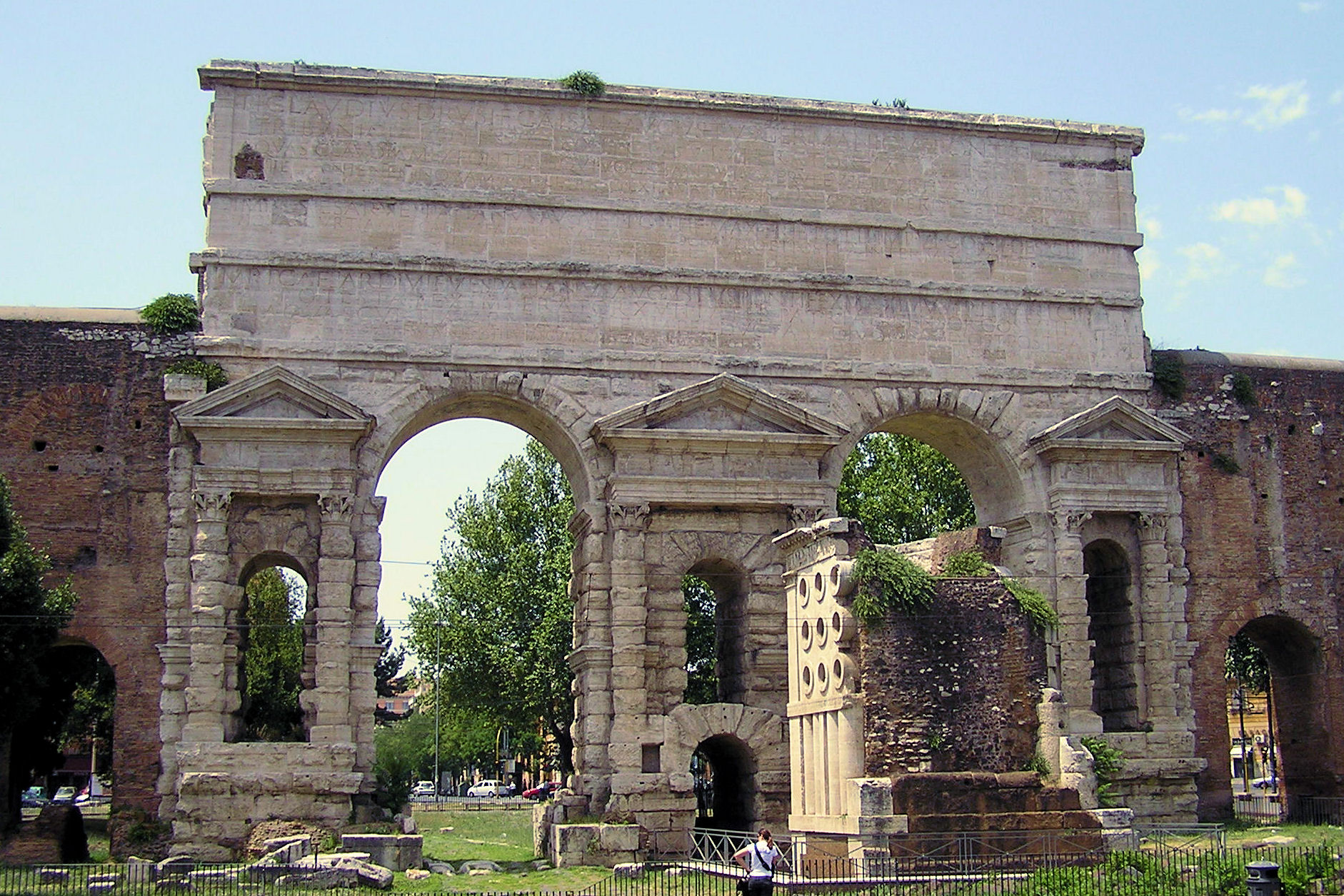
Porta Maggiore, extérieur avec le tombeau d'Eurysacès
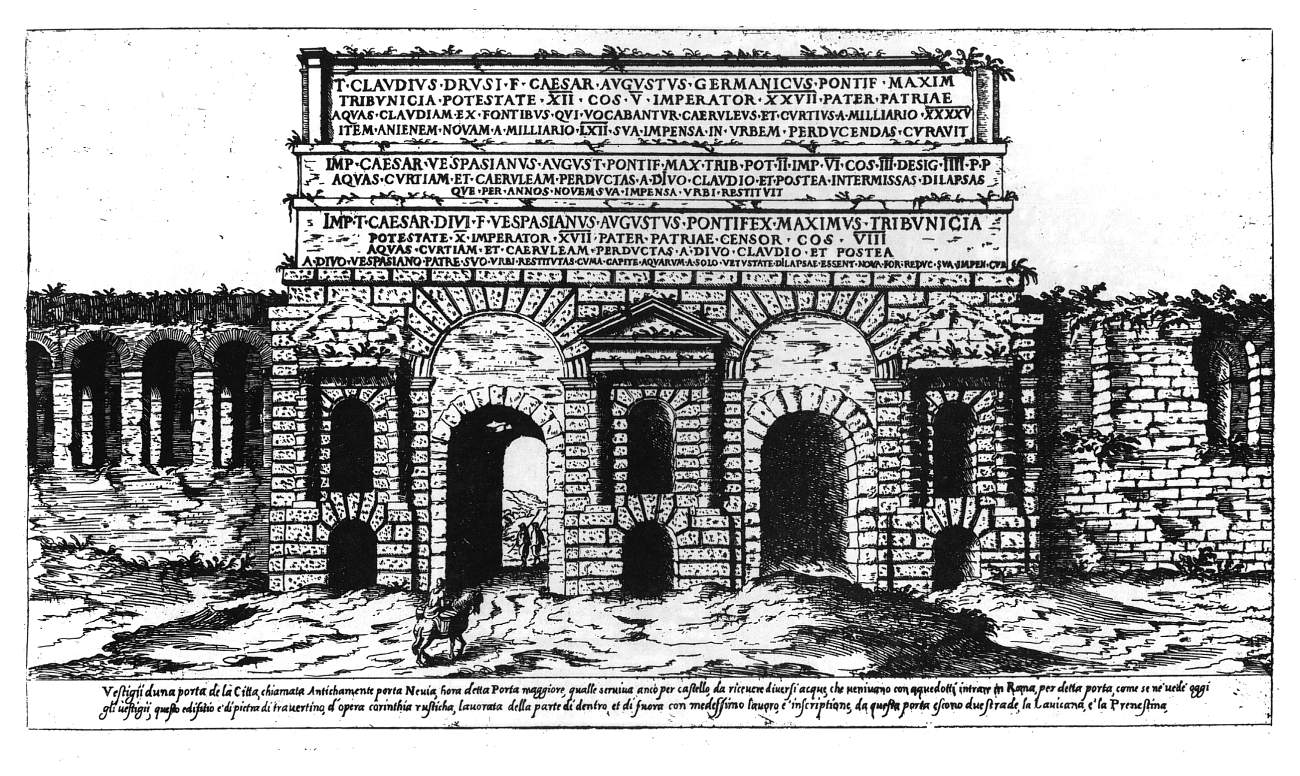
Porta Maggiore, gravure d'Étienne du Pérac
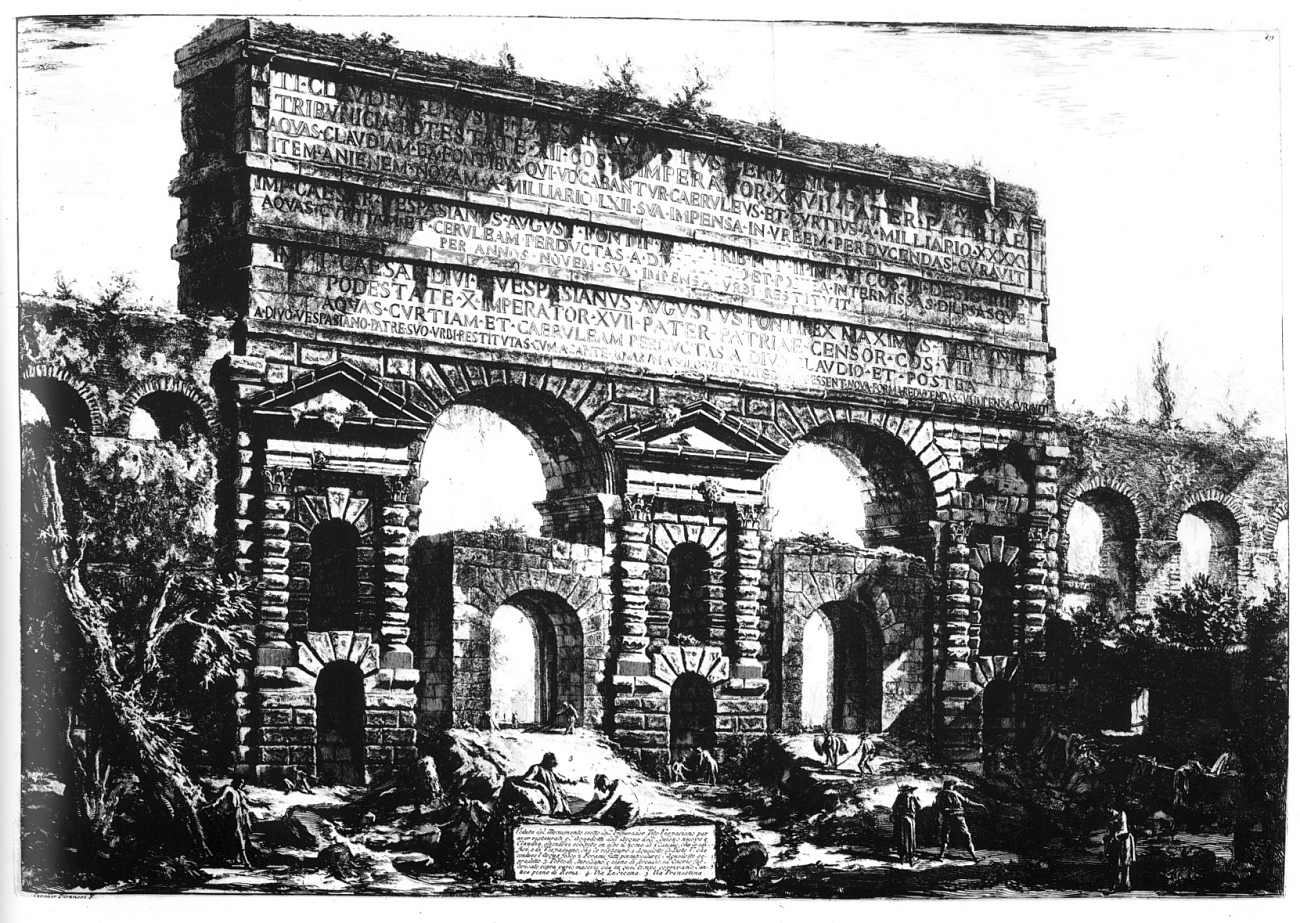
Porta Maggiore, gravure de Piranèse
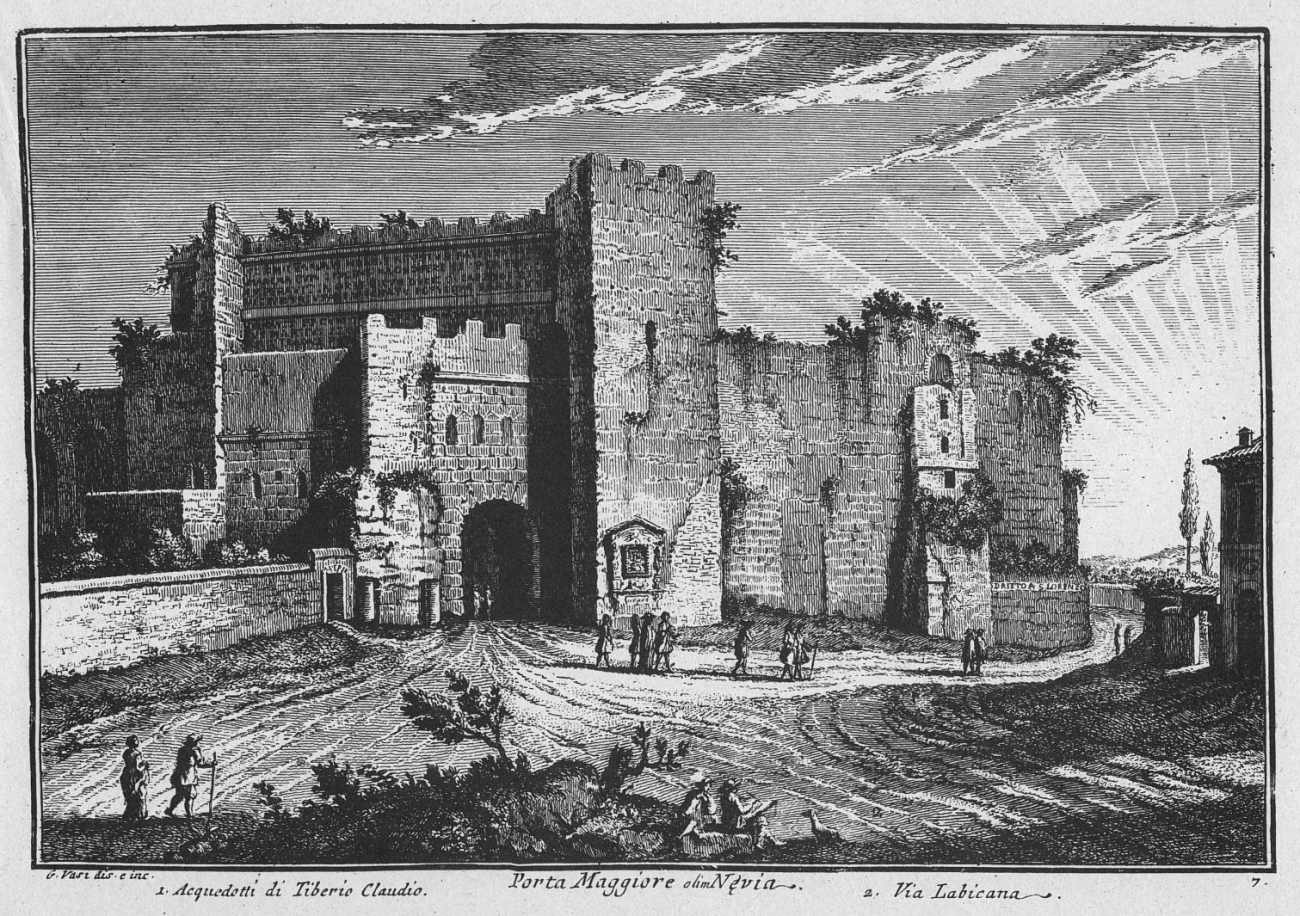
Porta Maggiore, gravure de Giuseppe Vasi. Rideau fortifié extérieur.